# ردود الفعل الدولية على الثورة التونسية
كانت مجمل ردود الفعل الدولية على الثورة التونسية داعمة لتونس ولحق الشعب في الاحتجاج على الرغم من أن العديد من الحكومات كانت قد استمرت في دعم الرئيس زين العابدين بن علي وواصلت أخرى دعمه بل حاولت إعادة تنصيبه حتى بعد الإطاحة به في كانون الثاني/يناير 2011.

## منظمات دولية
- جامعة الدول العربية: حذر الأمين العام عمرو موسى في مؤتمر القمة العربية في مصر قائلا: «هدف الاحتجاجات العربية هو هو كسر [روح] الفقر والبطالة والركود بصفة عامة، هذا هو ما يتبادر لذهن كل واحد منا ... الثورة التونسية ليست بعيدة عنا، فالمواطن العربي دخل في حالة غير مسبوقة من الغضب والإحباط»، ثم دعا ما وصفه بـ «النهضة» العربية لمحاولة تخفيف العبء وطرد الإحباط الذي يشعر به المواطن العربي.[1]
- — الاتحاد الأوروبي: أكدت كل من كاثرين أشتون والمفوض ستيفان فيول عن «دعم الشعب التونسي والاعتراف بتطلعاته إلى الديمقراطية التي ينبغي أن تتحقق بطريقة سلمية» داعيان «جميع الأطراف إلى ضبط النفس والتزام الهدوء من أجل تجنب المزيد من الإصابات والعنف». وكان الاتحاد الأوروبي قد أعرب عن «استعداده للمساعدة في العثور على حلول للأزمة المستمرة»، كما أعرب عن دعم الحكومة المؤقتة قائلا: «الاتحاد الأوروبي ملتزم بدعم تونس اقتصاديا ودعم المجتمع المدني من أجل انتخابات حرة.»[2]
- — الأمم المتحدة: صرح الأمين العام بان كي مون قائلا: «إن الوضع السياسي يتطور بسرعة ويجب بذل كل الجهود من قبل جميع الأطراف المعنية من أجل الحوار وحل المشاكل بالطرق السلمية لمنع المزيد من العنف والتصعيد».[3]

## المنظمات غير الحكومية
أدانت الفدرالية الدولية لحقوق الإنسان التي يرأسها الصحفي التونسي سهير بلحسن «استخدام الأسلحة النارية من قبل قوات الأمن التونسية» كما دعت إلى تشكيل لجنة تحقيق مستقلة حنى تُلقي الضوء على هذه الأحداث وتُحاسب المسؤولين عنها ثم طالبت بضمان الحق في الاحتجاج السلمي.

## جماعات أخرى
أعرب تنظيم القاعدة في المغرب الإسلامي عن تأييده للمتظاهرين ضد كل من الحكومة التونسية والجزائرية وذلك في شريط فيديو صدر في 13 كانون الثاني/يناير 2011. وكان القائد أبو مصعب عبد الودود قد توعد المتظاهرين بتقديم مساعدات عسكرية وتدريبهم على القتال كما دعا إلى إسقاط «النظام الفاسد الإجرامي المستبد» و«الانتقام» من الحكومة التونسية. هذا وتجدر الإشارة إلى أن أعضاء البرلمان والصحفيين بعض من طلاب الجامعات كانوا قد أدانوا بيان أبو مصعب.
علَّق «تنظيم» الإخوان المسلمون في مصر على الأحداث في تونس قائلا: «يعتقد الإخوان المسلمين أن الإصلاح الفوري ضروري ... ليس على مصر أن تحذو حذوها [تونس] لكن مفهوم "الانتفاضة" موجود من الناحية التاريخية وحصل في جميع أنحاء العالم.»
في 2 كانون الثاني/يناير، تم الإعماد على مجموعة هاكتفيزم أدارتها مجموعة أنونيموس حيث أعلنت عن تضامنها مع الشعب التونسي وعن تأييدها للاحتجاجات من خلال استهداف عدد من مواقع الدولة التونسية، بالاعتماد على طريقة هجمات الحرمان من الخدمات. وفي غضون 24 ساعة من الهجوم كانت جل المواقع الحكومية التونسية معطلة بما في ذلك موقع بورصة تونس وموقع سوق الأوراق المالية ثم موقع وزارة الخارجية وزارة الصناعة وكذلك موقع الحكومة التونسية. وكان موقع لجنة الانتخابات الرئاسية قد تأثر هو الآخر بهذه الهجمات مما دفع الحكومة إلى فتح مواقع جديدة لمختلف الوزارات التابعة لها.